# Брачный договор
Брачный договор — соглашение лиц, вступающих в брак, или соглашение супругов, определяющее имущественные права и обязанности супругов в браке и (или) в случае его прекращения, в том числе расторжения.

## В истории
Теория брака как договора впервые возникла в Древнем Риме (см. Брак в Древнем Риме), римское право регулировало только имущественные отношения, поэтому все основные формы брака рассматривались как обычная гражданско-правовая сделка.
В Своде законов Российской империи был установлен принцип раздельности имущества супругов, который предоставлял возможность супругу самостоятельно распорядиться своим имуществом; тем не менее, на муже лежала обязанность содержания семьи. Однако в Польше, входившей тогда в состав Российской империи, применялся так называемый «предбрачный договор». Он мог быть заключён только до брака, подлежал нотариальному удостоверению, должен был быть указан в акте бракосочетания и мог изменять только те имущественные отношения супругов, которые определялись местными законами.

## В России
Впервые возможность заключения между супругами договора о порядке владения имуществом была упомянута в 1994 году в Гражданском кодексе РФ (ст. 256 «Общая собственность супругов»). Затем в Семейном кодексе РФ 1995 года брачному договору была отведена отдельная глава.
В соответствии со ст. 40, 42 Семейного кодекса Российской Федерации, брачным договором супруги могут изменить установленный законом режим совместной собственности, установить режим долевой или раздельной собственности как на всё имущество, так и на его отдельные виды или имущество каждого из супругов. Они могут включить в брачный договор любые иные положения, касающиеся имущественных отношений. В том числе, может быть предусмотрен порядок несения семейных расходов, могут быть определены размер, сроки, основания и порядок предоставления содержания друг другу как в период брака, так и после его расторжения. Неимущественные отношения (например, право общения с ребёнком в случае развода) в России не могут быть предметом брачного договора.
Брачный договор:
1. Составляется в письменной форме и подлежит обязательному нотариальному удостоверению (статья 41, пункт 2 СК РФ).
2. По времени договор заключается:
  1. перед вступлением в брак (в таком случае он приобретает юридическую силу с момента государственной регистрации брака)
  2. любое время, пока люди состоят в браке (в таком случае он является заключённым с момента его нотариального удостоверения) (статья 41, пункт 1 СК РФ).
3. Может действовать на протяжении брака и может быть расторгнут в любой момент по взаимному соглашению супругов.
4. Заключается с возможностью прописывания условий, то есть могут быть предусмотрены условия, в зависимости от наступления или ненаступления которых возникают те или иные права и обязанности (например, рождение ребёнка).

В ст.4 Семейного кодекса РФ указано, что к имущественным отношениям между членами семьи, не урегулированным семейным законодательством, применяется гражданское законодательство постольку, поскольку это не противоречит существу семейных отношений. Соответственно на имущественные отношения между супругами, урегулированные семейным законодательством, действие ГК РФ не распространяется. В ст.2 Семейного кодекса РФ также установлено, что Семейное законодательство… «регулирует личные имущественные отношения между членами семьи: супругами…» Статьи 40-44 СК РФ не содержат требования о государственной регистрации брачного договора, соответственно брачный договор не подлежит государственной регистрации и считается заключённым с момента нотариального удостоверения. В соответствии со ст. 43 Семейного кодекса РФ действие брачного договора прекращается с момента прекращения брака, за исключением тех обязательств, которые предусмотрены брачным договором на период после прекращения брака.
Некоторые условия не могут включаться в договор:
1. Брачный договор не может регулировать личные неимущественные отношения супругов. Такой запрет прежде всего связан с тем, что принудительное использование условий договора, регулирующих эти отношения, практически невозможно.
2. Брачный договор не может касаться личных прав и обязанностей супругов в отношении их детей.
3. Брачный договор не может ограничивать правоспособность и дееспособность супругов, их права обращаться в суд за защитой. Этот запрет означает, что в брачном договоре не может содержаться положений, запрещающих супругам обращаться в суд с иском об изменении, расторжении или признании недействительным брачного договора, заниматься предпринимательской деятельностью, получать доходы, завещать, принимать наследство и т. д.

Брачный договор заключается в письменной форме и согласно законодательству большинства стран требует нотариальной формы. Например, нотариальная форма установлена в Австрии, во Франции. В РФ нотариальная форма установлена ст. 41 Семейного кодекса РФ. В российском семейном праве изменение брачного договора по взаимному соглашению сторон может быть произведено в любое время, в других правопорядках изменение может быть связано с необходимостью прохождения судебной процедуры. В этом случае супруги в письменной форме заключают соглашение об изменении или расторжении брачного договора и удостоверяют его у нотариуса. Отказ от исполнения брачного договора в одностороннем порядке невозможен. В случае такого отказа другой супруг имеет право обратиться в суд с иском о принудительном исполнении договора.
В случае смерти хотя бы одного из супругов брачный договор по общему правилу прекращает своё действие по прямому назначению, так как при прекращении брака соглашение теряет предмет регулирования. Однако, в некоторой части этот документ может сохранять действие даже после смерти одной из сторон. Например, когда участники соглашения определили его условиями, что всё имущество становится личной собственностью того, кто его приобрёл. Таким образом провозглашается режим раздельной собственности согласно ст. 33 и 38 Семейного кодекса РФ, то есть если у умершего есть иные наследники, кроме пережившего супруга, они будут претендовать наравне с последним на имущество умершего. В этом случае брачный договор после смерти одного из супругов начинает отчасти контролировать наследственные отношения по поводу раздела его имущества наследниками.

## На Украине
Право на заключение брачного договора имеют исключительно лица, подавшие заявление о регистрации брака, а также лица, уже состоящие в законном браке (ч.1 ст. 92 Семейного кодекса Украины). Если в брак вступает несовершеннолетнее лицо, которое изъявило желание заключить брачный договор, то такое лицо должно иметь письменное разрешение родителей или попечителя, заверенное нотариусом.
Если брачный договор был заключён до регистрации брака, то он вступает в силу в день регистрации брака. В случае заключения брачного договора между супругами — в день нотариального удостоверения (ст. 95 Семейного кодекса Украины).
В соответствии с ч. 1 ст. 96 Семейного кодекса Украины, в брачном договоре может быть установлен общий срок его действия, а также сроки действия отдельных прав и обязанностей. Стороны могут, например, предусмотреть, что правовой режим имущества, который установлен сторонами в брачном договоре, будет действовать в течение первых пяти лет после заключения брака.
Также в брачном договоре может быть установлено действие договора или отдельных его условий и после прекращения брака. Например, стороны могут договориться, что в случае расторжения брака в течение одного года одна из сторон будет предоставлять материальное содержание другому.
Согласно ч. 1 ст. 93 Семейного кодекса Украины, брачным договором регулируются:
- имущественные отношения между супругами, определяются их имущественные права и обязанности;
- имущественные права и обязанности супругов как родителей.

Условия брачного договора не могут:
- уменьшать объём прав ребёнка, установленных СК Украины, а также ставить одного из супругов в чрезвычайно невыгодное материальное положение;
- передавать в собственность одному из супругов недвижимое имущество и прочее имущество, право на которое подлежит государственной регистрации.

Следует обратить внимание, что условия уже заключённого договора при взаимном согласии супругов могут быть изменены. Соглашение об изменении брачного договора, как и сам договор, нотариально заверяется (статья 100 СК Украины). Так же, согласно ст. ст. 101,102 и 103 СК стороны могут отказаться от брачного договора, договор может быть разорван или признан судом недействительным.
Одностороннее изменение договора возможно только в одном случае — по решению суда, если этого требуют:
- интересы одной из сторон контракта;
- несовершеннолетних детей;
- совершеннолетних, однако нетрудоспособных детей[5].

Брачный договор на Украине можно расторгнуть только в судебном порядке.
Чтобы расторгнуть брачный договор, необходимо обратиться в суд с исковым заявлением. Это возможно сделать, пока его положения действительны, а именно:
- если договор бессрочный, значит — в любой момент до момента расторжения брака;
- если договор срочный, значит — до окончания срока его действия.

Статья 102 Семейного кодекса Украины обобщает причины, из-за которых он может быть расторгнут. В Кодексе это звучит следующим образом — «по причинам, которые имеют существенное значение» . Оценка «существенности» производится судом на собственное усмотрение.

## В Таиланде
Брачный договор в Таиланде заключается по соглашению между мужчиной и женщиной, которые собираются пожениться.
Брачный договор в Таиланде в основном регулируется разделами 1465—1469 Гражданского и Коммерческого кодекса. В соответствии с законами о тайском браке брачное соглашение в основном касается активов и финансовых последствий брака и устанавливает условия владения и управления личным имуществом и конкретным совместным имуществом и потенциальным разделением семейных активов, если брак впоследствии будет расторгнут. В брачный союз также входит список (баланс) личных активов каждой стороны на момент вступления в брак и гарантирует, что долги и имущество, приобретенные до брака, остаются у первоначального владельца или должника.
В личное имущество входит:
- имущество, принадлежащее супругам до брака;
- имущество для сугубо личных целей —  рабочие инструменты, одежда и т. д.;
- подарки от третьих лиц или имущество, полученное через завещание (если в завещании не указано, что имущество должно перейти в совместно имущество);
- "khongman" - недвижимость, передаваемая невесте в качестве выкупа (во время помолвки).

В совместное имущество входит:
- имущество, приобретенное во время брака;
- имущество, полученное одним из супругов во время брака в качестве подарка, если в документе, прилагающемся к подарку или в документе, составленном самим супругом, это имущество было объявлено совместным (Marital Assets);
- доход, полученный от личной собственности.[7]

Основная функция брачного договора по тайскому праву:
- основная цель существования супружеской жизни — защита личного имущества
- управление семейной собственностью (как указано в Гражданском коде 1414)

Формальные правовые требования в соответствии с законодательством Таиланда:
- содержание договора, заключенного в Таиланде, не может противоречить закону или нравственности (раздел 1465);
- будущий муж и жена должны понимать содержание брачного договора;
- брачный договор в Таиланде должен быть заключен до брака, договор между мужем и женой о личном и совместном имуществе, заключенный после регистрации брака, является недействительным (раздел 1466);
- будущий муж и жена должны подписать договор в присутствии как минимум 2-х свидетелей (раздел 1466)[8].

## В философии
И. Кант, в свою очередь, утверждал, что концепция договора ни в коем случае не применима к браку. Договор, по его мнению, не может порождать брак, поскольку договор всегда имеет в виду что-то временное, какую-либо цель, с достижением которой он себя исчерпывает, прекращается, а брак охватывает всю человеческую жизнь и прекращается не достижением определённой цели, а смертью людей.

## В религии

### В иудаизме
В иудаизме брачный договор (ктуба) включает в себя обязательства мужа перед женой. В нём перечисляются такие обязанности мужа по отношению к жене как предоставление еды, одежды, исполнение супружеских обязанностей, а также обязанность выплатить определённую сумму денег в случае развода.

### В исламе
Брачный дар (махр) бывает двух видов: аль-махр аль-мусамма и махр аль-мисл.

#### Аль-махр аль-мусамма
Аль-махр аль-мусамма — это тот подарок (или сумма денег), о котором муж и жена договорились и который зафиксирован в их брачном договоре. Положение об этом виде махра основано на следующем аяте Корана:
A если вы захотели замены одной супруги другой и одной из них дали кинтар, то не отбирайте из него ничего. Разве вы станете брать лживо, как явный грex? (4:20)
Верхней границы первого типа махра не существует, однако учёные разных мазхабов спорят относительно его нижней границы. Согласно джафаритскому мазхабу, всё, что имеет хотя бы мизерную стоимость, может служить махром. По ханафитскому мазхабу, минимальный махр — десять дирхемов, по маликитскому — три дихрема, и если супруги уже имели интимные отношения, муж обязан либо заплатить эту сумму, либо расторгнуть брак и выплатить половину от неё.
Махр может включать в себя: деньги, [драгоценности, земельные наделы, скот, прибыль, товары широкого потребления и вообще всё, что обладает ценностью. Махр должен быть чётко определён, в противном случае, согласно всем толкам, кроме маликитского, брачный договор действителен, но махр неприемлем. Маликиты же считают, что брачный договор с таким махром недействителен, однако если интимная близость уже имела место, следует заплатить иной вид махра — махр аль-мисл. По мнению же шафиитов, ханбалитов, ханафитов и большинства джафаритских учёных такой брачный договор имеет силу, а махр должен быть уменьшен до уровня махр аль-мисл.

#### Махр аль-мисл
Махр аль-мисл — сумма, которая выплачивается жене в следующих случаях:
- По мнению ханафитских и шафиитских учёных, если муж умрёт после заключения брака, но так и не вступив с женой в интимные отношения, жене должен быть выплачен махр аль-мисл. Однако согласно маликитскому и джафаритскому мазхабам, в таком случае махр не выплачивается.
- Если махр чётко не определён.
- Если интимные отношения произошли по ошибке, то есть мужчина и женщина не знали, что им запрещается вступать в интимные отношения, так как они не соблюдали какое-либо из условий шариатского брака.
- Если мужчина принудил женщину к незаконной половой связи с ним (согласно джафаритскому, шафиитскому и ханбалитскому мазхабам).
- Если брачный договор недействителен, а сумма установленного махра превышает сумму махр аль-мисл.

Мазхабы расходятся относительно размера махр аль-мисл. Ханафиты считают, что он должен равняться махру ровесниц жены по отцовской линии. Маликиты убеждены, что эта сумма зависит от её внешней привлекательности и умственных способностей. Шафииты берут за ориентир сумму, которые получали родственницы женщины по её отцовской линии, ханбалиты принимают во внимание суммы махра всех её родственниц. Джафариты же говорят, что Шариат не предписывает конкретного способа установления махр аль-мисл, и что он должен соответствовать статусу и положению конкретной женщины, однако не может быть больше пятисот дихремов (махр ас-сунна).

#### Время выплаты махра
Время выплаты махра должно быть оговорено при заключении брака — именно тогда стороны чётко определяют, должен ли он быть выплачен немедленно или в течение определённого срока. По джафаритскому и ханбалитскому мазхабу, если время выплаты махра не установлено точно, его следует уплатить сразу же. Согласно ханафитскому фикху. В этом вопросе необходимо принять во внимание местные обычаи. Маликиты считают недействительным брак, в котором не оговаривается время выплаты махра, однако он становится законным после интимной близости на основании того, что выплачивается махр аль-мисл. Шафииты полагают, что установленный махр в таком случае отменяется и необходимо выплачивать лишь махр аль-мисл.

#### Право на распоряжение махром
По джафаритскому и ханафитскому фикху, жена является единственной собственницей махра и вольна распоряжаться им по своему усмотрению. По мнению маликитов, муж может поставить условие, что часть махра жена должна потратить на обустройство дома (покупку мебели).